# Marc Niemann
Marc Niemann (* 28. März 1973 in Hannover) ist ein deutscher Dirigent. Er ist seit der Spielzeit 2014/2015 Generalmusikdirektor der Stadt Bremerhaven und Chefdirigent des Philharmonischen Orchesters Bremerhaven.

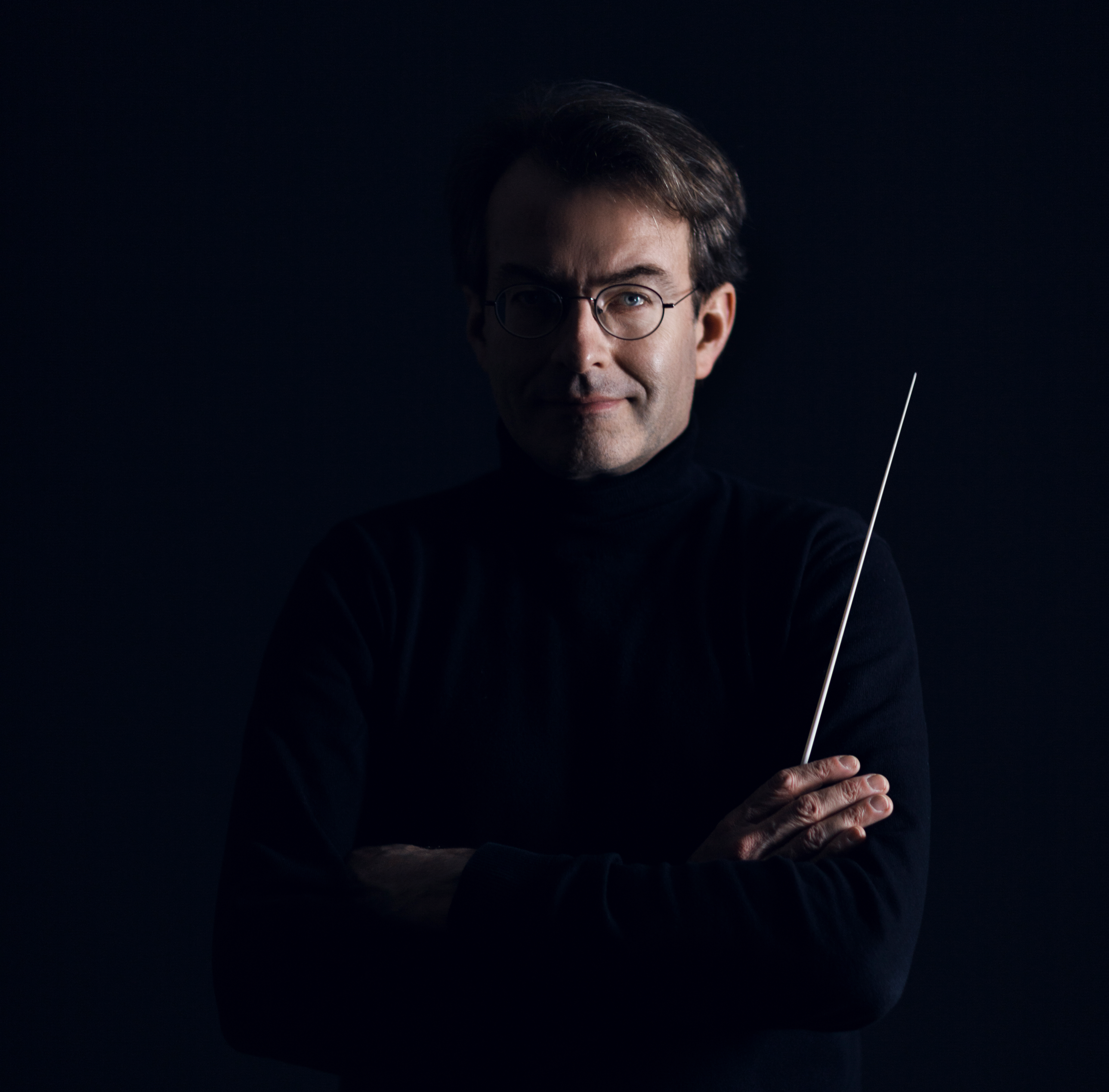
Marc Niemann (2002)

## Leben
Nach Klavierstudium an der Musikhochschule Lübeck bei Evelinde Trenkner-Boie wechselte Niemann an die Hochschule der Künste, um in der Klasse von Lutz Köhler eine Dirigierausbildung zu beginnen.
Er besuchte Meisterkurse bei Paul Goodwin (historische Aufführungspraxis), Dietrich Fischer-Dieskau (Liedinterpretation), Peter Berne (Interpretation italienischer Opern) und Bernard Haitink.
Nach Tätigkeiten an den Bühnen der Hansestadt Lübeck und bei den Eutiner Festspielen trat er 2001 eine Stelle am Staatstheater Braunschweig an. Hier dirigiert Marc Niemann ein breites Repertoire, bevor er zur Spielzeit 2005/2006 als Erster Kapellmeister an das Theater Pforzheim engagiert wird, wo er Werke des Musiktheaterrepertoires einstudierte und sich mit neuen Formaten zum Thema Musikvermittlung befasste.
Zur Spielzeit 2008/2009 wechselte Marc Niemann als Erster Kapellmeister an das Staatstheater Cottbus. Neben zahlreichen Premieren und Konzerten erlangten seine Einstudierungen der Oper Cosima von Siegfried Matthus und des spartenübergreifenden theatralen Projekts Pücklers Utopia von James Reynolds und Christoph Klimke in der Regie von Johann Kresnik überregionale Wahrnehmung.
Seit der Spielzeit 2014/2015 ist Marc Niemann Generalmusikdirektor des Stadttheaters Bremerhaven und Chefdirigent des Philharmonischen Orchesters Bremerhaven.
Er entwickelt das Spektrum des Orchesters durch neue Konzertformate weiter und setzt einen Schwerpunkt bei der Beschäftigung mit zeitgenössischer Musik, indem jede Spielzeit ein „Composer in residence“ (u. a. Stefan Heucke, Siegfried Matthus, Lutz-Werner Hesse, Mauro Montalbetti, Detlev Glanert, Elena Kats-Chernin, Giorgio Battistelli und Lera Auerbach) mit dem Orchester zusammenarbeitet. Unter anderem wegen der Aufführung der Oper Bluthochzeit von Sandor Szokolay, die Marc Niemann leitete, wurde das Stadttheater Bremerhaven im Jahr 2015 mit dem Theaterpreis des Bundes ausgezeichnet und ist im Jahr 2016 von der Fachzeitschrift Die Deutsche Bühne zu einem der besten Theater abseits der Zentren ausgezeichnet worden.
Die ambitionierte Programmplanung der Sinfoniekonzertreihe und der Ausbau des Angebots vor allem im Bereich der Kinder- und Jugendarbeit wird 2017 durch die Aufnahme des Philharmonischen Orchesters in das Förderprogramm der BKM Exzellente Orchesterlandschaft Deutschland gewürdigt.
Marc Niemann stand am Pult der Berliner Symphoniker, des Jerusalem Symphony Orchestra, des Orchestra della Toscana Firenze, des Orchestra di Padova e del Veneto, Der Sinfonietta Riga, der Magdeburgischen Philharmonie, der Rheinischen Philharmonie Koblenz, der Staatskapelle Halle, des Loh-Orchesters Sondershausen-Nordhausen, der Brandenburger Symphoniker, der Robert-Schumann-Philharmonie Chemnitz, der Bielefelder Philharmoniker, des Sinfonieorchesters Wuppertal, des Philharmonischen Orchester Altenburg-Gera, der Staatskapelle Schwerin, der Kammerakademie Potsdam und der Neuen Philharmonie Westfalen, des Osnabrücker Symphonieorchesters, der Neuen Lausitzer Philharmonie, der Klassischen Philharmonie Bonn und des Staatsorchesters Braunschweig. Darüber hinaus war er Gast verschiedener Festivals wie des Beethovenfestes Bonn, der Kammeroper Schloss Rheinsberg, des Cantiere Internazionale d’Arte di Montepulciano und des Realtime Festivals Bremen für zeitgenössische Musik.
In der Saison 2022 übernahm Marc Niemann die Position des direttore musicale beim Festival Cantiere Internazionale d’Arte di Montepulciano und leitete mehrere Konzerte und Musiktheaterproduktionen.
Seine Diskographie umfasst neben der Gesamteinspielung aller Beethoven Sinfonien, Aufnahmen der Filmmusik Manuel Göttschings zu Murnaus „Schloss Vogelöd“, eine Einspielung mehrerer Werke des Komponisten Prof. Dr. Lutz-Werner Hesse. Großes Aufsehen erregte die Weltersteinspielung der sechsten Sinfonie der Komponistin Emilie Mayer, die gemeinsam mit der dritten Sinfonie der mecklenburgischen Musikerin beim Label Hänssler Classic erschienen ist. Diese Aufnahme wurde für die International Classical Music Awards und für den Opus Klassik als sinfonische Einspielung des Jahres 2023 nominiert. Jüngst erschien eine Aufnahme mit Werken des Schweizer Komponisten Hans Schaeuble beim Label Solo Musica.
Marc Niemann ist seit 2021 Vorsitzender des Landesmusikrates Bremen und wirkt als Juror für das Forum Dirigieren des Deutschen Musikrates.
Er ist mit der Dramaturgin und Marketing Managerin Kristin Niemann verheiratet.

## Ehrungen und Auszeichnungen
- 1996 Stipendium der Oscar und Vera Ritter-Stiftung
- 2004 Stipendium der Richard-Wagner-Stiftung Bayreuth
- 2011 Carl-Newmann-Preis der Max Grünebaum Stiftung
- 2018 Nominierung als „Dirigent des Jahres“ bei der Kritikerumfrage der Zeitschrift Opernwelt für seine „expressive Deutung von Menottis KONSUL“.[15]
- 2023 Nominierung als „Dirigent des Jahres“ für den Opus Klassik.[16]

## Diskografie
- Manuel Göttsching Concert for Murnau, MG-Art 2005
- Ludwig van Beethoven, Sinfonien Nr. 1 und 5, Stadttheater Bremerhaven 2015
- Ludwig van Beethoven, Sinfonien Nr. 4 und 7, Stadttheater Bremerhaven 2016
- Ludwig van Beethoven, Sinfonien Nr. 8 und 3, Stadttheater Bremerhaven 2017
- Ludwig van Beethoven, Sinfonien Nr. 2 und 6, Stadttheater Bremerhaven 2018
- Ludwig van Beethoven, Sinfonie Nr. 9, Stadttheater Bremerhaven 2022[17]
- Lutz-Werner Hesse, Ich habe Dich gewahlt, Musicaphon 2020
- Emilie Mayer, Sinfonien Nr. 6 und 3, Hänssler Classic 2022
- Hans Schaeuble, Sinfonietta Riga, Oliver Triendl, Kai Frömgen, Solo Musica 2024